# René Collard
Pour les articles homonymes, voir Collard.
René Collard, né le 27 octobre 1892 à Ay et mort le 20 octobre 1950 à Montreuil, est un architecte français.

## Biographie
René Collard, naît le 27 octobre 1892, à Ay dans le département de la Marne, du mariage de Louis Auguste Collard, huissier, et de Marthe Augustine Chauvet. 
il est élève architecte de Léon Margotin à l'École des arts industriels de Reims puis élève de Léon Jaussely à l'école des Beaux-arts de Paris.
Il est architecte dès 1914 à Reims, de 1928 à 1938 à Merlimont, station balnéaire où, durant ces dix années, il réalise de nombreuses villas qui sont encore visibles aujourd'hui et de 1942 à 1949 à Limoges.
Il expose au Salon des artistes français en 1914, un relevé et une restauration d'une chapelle renaissance de l'église Saint-Jacques de Reims.
Il meurt le 20 octobre 1950 à Montreuil dans le département du Pas-de-Calais.

## Réalisations notables
- Merlimont, ensemble de sept maisons formant une composition urbaine, aux 4, 6, 8, 10, 12, 14 et 16 rue de Tourville[3].

- Villefranche-sur-Mer : Villa des Fleurs 8 avenue Blundel-Maple[4]

## Distinctions
René Collard est décoré de la croix de guerre 1914-1918 avec étoiles de bronze et d'argent et de la Médaille militaire par décret du 26 octobre 1937 et il est nommé officier d'Académie,,.

## Pour approfondir